# Pawel Wassiljewitsch Sjusew

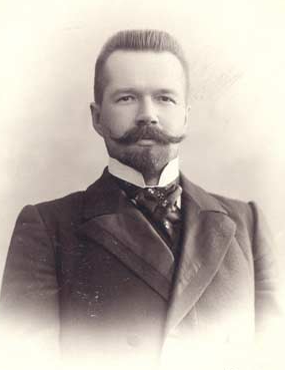
Pawel Wassiljewitsch Sjusew

Pawel Wassiljewitsch Sjusew, auch Paul W. (russisch Павел Васильевич Сюзев; * 30. Oktoberjul. / 11. November 1867greg. im Dorf Iljinskoje, Ujesd Perm; † 12. Juni 1928 in Perm) war ein russischer Botaniker und Hochschullehrer.
Sein botanisches Autorenkürzel lautet „Siuzew“ und auch Sjuzew.

## Leben
Sjusew war der Sohn eines früher leibeigenen Bauern eines Grafen Stroganow. Er besuchte die Alexei-Realschule Perm mit Abschluss 1867. Er bestand dann in St. Petersburg die Zulassungsprüfung der Kaiserlichen Akademie der Künste, aber der Tod des Vaters verhinderte das weitere Studium, so dass er nach Hause zurückkehrte.
Während seines Wehrdienstes bei der Artillerie in Moskau 1891–1894 lernte Sjusew die Moskauer Botaniker Alexei Nikolajewitsch Petunnikow, Dmitri Petrowitsch Syreischtschikow und Ernst W. Zickendraht kennen. Er arbeitete im botanischen Laboratorium der Universität Moskau und studierte die Flora des Gouvernements Moskau und Mittelrusslands.

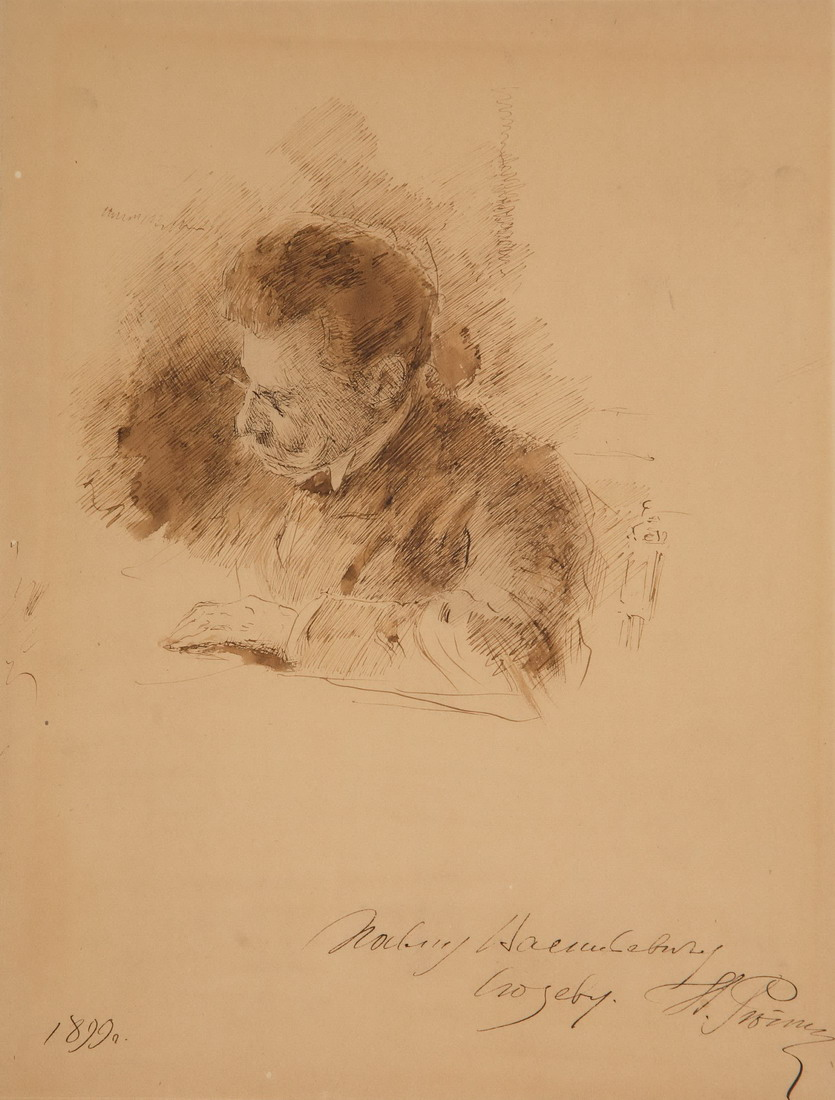
Pawel Wassiljewitsch Sjusew (I. J. Repin, 1899, Kunstmuseum Perm)

1894 bereiste Sjusew im Auftrag der Kaiserlichen Akademie der Wissenschaften den mittleren Ural. Nach der Rückkehr wurde er 1895 Forstpraktikant auf den Permer Besitzungen der Grafen Stroganow und dann Assistent des Bezirksförsters in Iljinskoje. Er war 1896–1914 Mitglied der Geschäftsführungen der Stroganow-Hüttenwerke in Otschor und Dobrjanka. Auch betätigte er sich gesellschaftlich und beteiligte sich an der Bildungsarbeit. In seiner Freizeit malte er, und er kannte viele Künstler. Ilja Jefimowitsch Repin porträtierte ihn 1899.

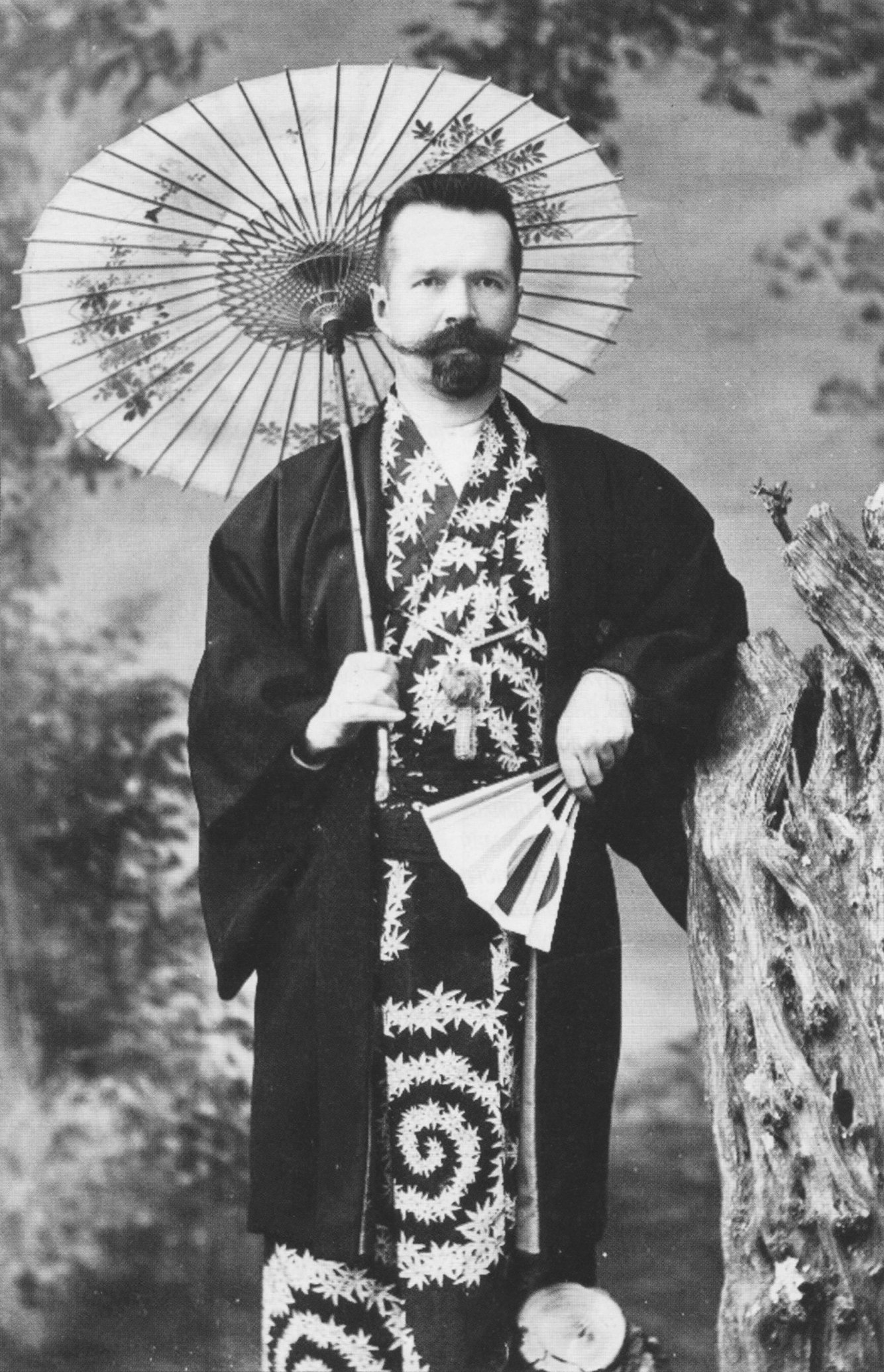
Pawel Wassiljewitsch Sjusew in Nagasaki

Im Russisch-Japanischen Krieg war Sjusew als Artillerieoffizier in Fernost eingesetzt, wo er viele Pflanzen sammelte. Nach dem Krieg reiste er zu Studienzwecken in Ostasien und besuchte Japan, Singapur und Ceylon. Zurück in Perm betätigte er sich als Heimatforscher. 1912 erhielt er von der Russischen Geographischen Gesellschaft eine Goldmedaille für seine Arbeit über die Flora des Urals im Gouvernement Perm mit einer botanisch-geographischen Karte des Gouvernements Perm.
Bei Beginn des Ersten Weltkriegs 1914 wurde Sjusew wieder zur Armee eingezogen und diente in der 2. Baugruppe der Südwestfront. 1915 ließ der Permer Unternehmer Nikolai Wassiljewitsch Meschkow von Sjusew und Porfiri Nikititsch Krylow Gutachten für die Anlage eines Volksgartens in Perm erstellen. der infolge der Oktoberrevolution und des Russischen Bürgerkriegs nicht realisiert wurde.
Nach der Oktoberrevolution wurde Sjusew auf Einladung Alexander-Paul Henckels Junior-Assistent am Lehrstuhl für Zoologie der Wirbellosen der Universität Perm. Später lehrte er am Lehrstuhl für Botanik. Als im Bürgerkrieg die Universität Perm nach Tomsk evakuiert wurde, lehrte Sjusew ab 1919 an der Universität Tomsk und war daneben Senior-Assistent am Institut für sibirische Studien. 1921 kehrte er an die Universität Perm zurück und wurde 1922 Dozent und 1924 Professor. 1925 ging er in den Ruhestand.
Aus Sjusews Sammlungen werden Pflanzen aus den Ujesds Rusa und Serpuchow im Gouvernement Moskau (1891–1895) und aus Kislowodsk (1924) im Herbarium der Universität Moskau aufbewahrt. Sjusew war Mitglied der Permer Gesellschaft der Naturforscher, lebenslanges wirkliches Mitglied der Uraler Gesellschaft der Freunde der Naturwissenschaft, aktives Mitglied des Biologischen Forschungsinstituts an der Universität Perm und Ehrenvorsitzender der Permer Abteilung der Russischen Staatlichen Botanischen Gesellschaft an der Akademie der Wissenschaften der UdSSR.